# 3433 Fehrenbach
3433 Fehrenbach је астероид главног астероидног појаса са средњом удаљеношћу од Сунца која износи 2,393 астрономских јединица (АЈ).
Апсолутна магнитуда астероида је 12,9.